# Raymond (Washington)
Raymond és una població dels Estats Units a l'estat de Washington. Segons el cens del July 1, 2008 tenia 2.865 habitants.

## Demografia
Segons el cens del 2000, Raymond tenia 2.975 habitants, 1.192 habitatges, i 760 famílies. La densitat de població era de 299,9 habitants per km².
Dels 1.192 habitatges en un 30% hi vivien nens de menys de 18 anys, en un 45,9% hi vivien parelles casades, en un 11,3% dones solteres, i en un 36,2% no eren unitats familiars. En el 30,8% dels habitatges hi vivien persones soles el 16,5% de les quals corresponia a persones de 65 anys o més que vivien soles. El nombre mitjà de persones vivint en cada habitatge era de 2,44 i el nombre mitjà de persones que vivien en cada família era de 3.
Per edats la població es repartia de la següent manera: un 26,2% tenia menys de 18 anys, un 7,9% entre 18 i 24, un 23,5% entre 25 i 44, un 22,9% de 45 a 60 i un 19,6% 65 anys o més.
L'edat mediana era de 40 anys. Per cada 100 dones de 18 o més anys hi havia 94 homes.
La renda mediana per habitatge era de 25.759 $ i la renda mediana per família de 33.984 $. Els homes tenien una renda mediana de 29.402 $ mentre que les dones 24.647 $. La renda per capita de la població era de 13.910 $. Aproximadament el 17,2% de les famílies i el 24,6% de la població estaven per davall del llindar de pobresa.

## Poblacions més properes
El següent diagrama mostra les poblacions més properes.